# Pathet Lao
Pathet Lao (direkte oversat, "Landet Laos") var en kommunistisk, nationalistisk politisk bevægelse i Laos. Organisationen blev dannet i midten af det 20. århundrede. Gruppen opnåede fuldstændig magt i Laos efter en borgerkrig og en revolution som varede fra 1950'erne til 1975. Gruppen var hele tiden tæt associeret med de vietnamesiske kommunister. Under borgerkrigen blev gruppen organiseret, udrustet og endda undertiden ledet af hæren i Nordvietnam.

## Organisation
Den politiske bevægelse Pathet Lao blev først kaldt Laos folkparti (1955-1972) og senere Laotiske revolutionære folkeparti (1972-i dag). Lederskabet inkluderer Prins Souphanouvong, Kaysone Phomvihane, Phoumi Vongvichit, Nouhak Phoumsavanh og Khamtay Siphandone.
Den politiske gren af Pathet Lao, kaldet Neo Lao HakXat, deltog i flere koalitionsregeringer, med start 1956. I 1960- og 1970-erne kæmpede Pathet Lao for den kongelige laotiske regering under den Laotiske borgerkrig og fik kontrol over de nordlige og østlige dele af Laos. Pathet Lao fik magten i hele landet i foråret 1975. I maj faldt den USA-støttede Vientiane-regering, og det Laotiske revolutionære folkeparti dannede en ny regering.

## Historie
Organisationen kan spore sine rødder tilbage til 2. verdenskrig i lighed med Khmer Issarak i Cambodja og Vietminh og den vietnamesiske folkearmé i Vietnam, som også gjorde i krigen. Dens oprindelige navn er blevet glemt, men i 1950 døbtes det til Pathet Lao, da det antoges af Laos styrker under prins Prins Souphanouvong, som gik med i Vietminhs oprør mod de koloniale franske myndigheder i Indokina under Indokinakrigen.
Souphanouvong, som havde tilbragt syv år i Nha Trang under hans 16 år i Vietnam, med Ho Chi Minh, giftede sig med en vietnamesisk kvinde i Vietnam, og fik Viet Minh-støtte til at etablere en guerillastyrke.
I august 1950 gik prins Souphanouvong med Vietminh i deres højkvarter nord for Hanoi, Vietnam, og blev chef for Pathet Lao, sammen med dets politiske gren. Pathet Lao oprettede en modstandsregering med medlemmerne prins Souphanouvong (statsminister, udenrigsminister), Kaysone Phomvihane (forsvarsminister), Nouhak Phoumsavanh (økonomiminister), Phoumi Vongvichit (vice statsminister, indenrigsminister), Souk Vongsak, Sithon Kommadam og Faydang Lobliayao. Dette var et forsøg på at give en falsk autoritet til den laotiske kommunistiske rørelse ved at hævde, att den repræsenterede en forenet upartisk front. To af de vigtigste oprettere var medlemmer af det indokinesiske kommunistparti, som ville styrte monarkiet og gøre sig frie fra Frankrig.
I 1953 foretog Pathet Lao en invasion af Laos sammen med Vietminhs styrker. De etablerede en regering ved Viengxay i Houaphanprovinsen i det nordøstlige Laos. Kommunisterne begyndte at trænge ind i det centrale Laos med støtte af Vietminh, og en borgerkrig brød ud. Pathet Lao okkuperede hurtigt størstedelen af landet.
Ved Genèvekonferencen 1954 blev indgået en aftale om en tilbagetrækning af udenlandske styrker, og det blev muligt for Pathet Lao at etablere sig som en regime i Laos to nordlige provinser. Vietminh foretog, trods aftalen, aldrig nogen virkelig tilbagetrækning fra grænseområderne i Laos, og Pathet Lao fortsatte men nærmest at fungere som en lokalafdeling af Vietminh. To måneder efter konferencen dannede Vietminh enheden Gruppe 100 med hovedkvarter i Ban Nameo, en enhed som i praksis kontrollerede og styrede Pathet Lao-rørelsen.
I slutningen af 1950-erne havde Nordvietnam okkuperet områder i det østlige Laos. Området anvendtes som transitvej (Ho Chi Minh-stien) for soldater og fornødenheder beregnede for krigen i Sydvietnam. I september 1959 oprettede Nordvietnam Gruppe 959 i Laos med det formål at opbygge Pathet Lao til en stærkere modkraft mod den laotiske kongelige regering. Gruppe 959 levererede åbent uddannelse af og militær støtte til Pathet Lao. Den typiske strategi på denne tid for nordvietnameserne var at angribe først, men efterfølgende sende Pathet Lao ind i slutningen af kampen for at kunne hævde "sejren".

### 1960- og 1970-erne
I 1960-erne gjordes flere forsøg på at opnå neutrale aftaler og dannelse af en koalitionsregering, men eftersom Nordvietnam ikke havde til hensigt at trække sig tilbage fra Laos, mislykkedes disse forsøg. I midten af 1960-erne var landet ufrivilligt blevet inddraget i en krig mellem pro-USA og pro-vietnamesiske irregulære militære grupper. I 1968 gjorde Nordvietnam en stor invasion i Laos. Pathet Lao blev skubbet til side i konflikten og reduceret til rollen som en hjælpestyrke til den nordvietnamesiske hær. Det var ikke muligt at stå imod de tunge sovjetiske og kinesiske våben samt de numerisk betydeligt større vietnamesiske styrker, og den kongelige laotiske hær opgav konflikten efter store tab.
Kort efter fredsaftalen i Paris afsluttedes USA's indblanding i Vietnamkrigen, og Pathet Lao og regeringen i Laos undertegnede en våbenhvileaftale, Vientiane-aftalen, i februar 1973.
Koalitionsregeringen, som anføres i aftalen, overlevede det dog ikke længere. Pathet Lao nægtede at lade sig afvæbne, og den nordvietnamesiske hær ville ikke forlade landet. I slutningen af maj 1975 begyndte Pathet Lao med direkte bistand fra den nordvietnamesiske hær at angribe regeringens positioner. Med den sydvietnamesiske regerings kapitulation till den nordvietnamesiske og Viet Cong den 30. april 1975, og den cambodjanske regerings kapitulation til De Røde Khmerer den 17. april, besluttede de ikke-kommunistiske dele af den nationale regering at overdrage Pathet Lao magten frem for at risikere, at de tog den med vold. Den 23. august 1975 rykkede Pathet Laos styrker i al stilhed ind i Laos hovedstad Vientiane.
Den 2. december 1975 overtog Pathet Lao endeligt regeringsmagten, afskaffede monarkiet og udråbte Den demokratiske folkerepublik Laos. Kort efter undertegnede Pathet Lao en aftale med Vietnam som tillod Vietnam at placere en del af sin hær i landet og at sende politiske og økonomiske rådgivare til Laos. Vietnam tvang efterfølgende Laos til at afskære eventuelle tilbageværende økonomiske bånd til sine andre nabolande, blandt andre Thailand og Cambodja. Denne vasaltilstand kaldes ofte "Pathet Lao" for at betegne denne form for laotisk nationalisme.